# Grupo Aventura
Aventura foi uma banda dominicana-americana de bachata. A banda se formou em 1993 no Bronx, Nova York, por Anthony "Romeo" Santos, Lenny Santos, Max Santos e Henry Santos. Sendo autodidatas, eles tiveram uma grande determinação para entrar na indústria da música. Aventura fez sua estréia oficial em 1999, na esperança de quebrar paradigmas da tradicional bachata dominicana. O sucesso da banda veio através do single "Ella Y Yo" em parceria com o rapper porto riquenho Don Omar, ganhando uma versão brasileira intitulada como "Amigo Fura Olho" pelo cantor Latino em parceria com Daddy Kall. 
Depois de anos planejando uma separação temporária, Lenny e Max lançaram um grupo independente do Aventura. Em abril de 2011, Anthony e Henry assinaram contratos separados para se lançarem como solistas.
Em abril de 2019 lançaram o clipe "Inmortal", música que faz parte do novo álbum de Romeo, "Utopia".

## Trajetória
Nos estágios iniciais, o grupo chamava-se os Tinellers (em alusão a teenagers, adolescentes em inglês). Residiram-se no município do Bronx e realizaram suas primeiras obras musicais na cidade de Nova York. O estilo musical do grupo Aventura é composto principalmente de fusões musicais baseadas na bachata dominicana. Como os membros do grupo foram criados nos Estados Unidos, o estilo musical tem sido influenciado pelos ritmos populares que são ouvidos lá: hip hop, pop, R&B e mais tarde reggaeton. O primeiro álbum, "Trampa de amor", foi lançado em 1995 sob o nome do Los Tinellers; então eles se encontraram com o produtor Julio César García, que passou a ser gerente do grupo, dando uma mudança ao nome de Tinellers para Aventura. Depois da troca, o segundo disco, "Generation Next", foi lançado no mercado o 9 de novembro de 1999. Esse foi o primeiro álbum oficial e sob o nome de Aventura. Três anos depois, eles voltaram. "We Broke the Rules" em 2 de julho de 2002, um álbum que contém o tema "Obsesión", que se tornaria sucesso internacional. O lançamento de "Love & Hate" em 18 de novembro de 2003 definiu definitivamente não só no mercado latino, mas também no americano graças às suas canções em inglês e em spanglish, o que até os levou a ter sucesso na Europa, onde adquiriu grande popularidade. Em 26 de abril de 2005, eles voltaram para a cena com o álbum "God's Project" e, um ano depois, em 19 de dezembro de 2006, eles lançaram o álbum ao vivo "K.O.B. Live"; em seguida, lançaram um DVD e dois CDs quando eles cantaram em casa cheia no Madison Square Garden em 2007. Eles lançaram o último álbum, "The Last", em 9 de junho de 2009, após 4 anos sem gravar nada.
Em fevereiro de 2010, o vocalista e líder do grupo Anthony "Romeo" Santos fez uma declaração em uma coletiva de imprensa na República Dominicana, onde afirmou que o grupo poderia ser separado, mas temporariamente. Ele disse que cada um deveria desenvolver seu talento como solista, e então, quando eles se juntarem, o grupo seria mais bem sucedido. 
Em 22 de fevereiro de 2011 se apresentaram no Festival de Viña del Mar ganhando a tocha de prata, tocha de ouro, gaivota de prata e gaivota de ouro. Em abril de 2011, o grupo anunciou oficialmente sua separação.
Em 2016, eles se uniram para promover um disco de coletânea e um mini-tour de concertos dos Estados Unidos e da América hispânica. Depois disso, desde 2017, o grupo está sem atividade.
No dia 01 de abril de 2019, Romeo Santos anunciou em suas redes sociais um novo single junto com os integrantes do grupo, fato que foi logo desmentido pelo cantor naquela mesma noite. Porém, no dia 05 de abril de 2019, foi lançado o clipe de "Inmortal" com a formação original do grupo. A música faz parte do novo álbum de Romeo, "Utopia".

## Membros
- Anthony "Romeo" Santos - Vocalista e compositor.
- Henry Santos - Segundo vocalista.
- Toby Love - Corista.
- Lenny Santos - Guitarrista e arranjador.
- Max Santos - Baixista, arranjador.

## Produções

### Álbuns de estúdio
- Generation Next (2000)
- We Broke the Rules (2002)
- Love & Hate (2003)
- God's Project (2005)
- The Last (2009)

### Álbuns ao vivo
- Unplugged (2004)
- K.O.B. Live (2006)
- Kings of Bachata: Sold Out at Madison Square Garden (2007)

### Colêtaneas
- 14 + 14 (2011)
- Todavía Me Amas: Lo Mejor de Aventura (2016)

### Singles
| Ano  | Single                                    | Posição na lista | Posição na lista | Posição na lista | Posição na lista  | Álbum                 |
| Ano  | Single                                    | EE.UU.           | EE.UU. Latin     | EE.UU. Latin Pop | EE.UU. Latin Trop | Álbum                 |
| ---- | ----------------------------------------- | ---------------- | ---------------- | ---------------- | ----------------- | --------------------- |
| 2000 | "Cuando Volverás"                         | -                | -                | -                | -                 | Generation Next       |
| 2002 | "Obsesión"                                | -                | -                | -                | 32                | We Broke the Rules    |
| 2003 | "Llorar"                                  | -                | -                | -                | 8                 | Love & Hate           |
| 2003 | Hermanita                                 | -                | 33               | -                | 3                 | Love & Hate           |
| 2004 | "Angelito"                                | -                | -                | -                | 17                | God's Project         |
| 2005 | La boda                                   | -                | -                | -                | 2                 | God's Project         |
| 2005 | "Ella y Yo" (Com Don Omar)                | 97               | 2                | 32               | 10                | God's Project         |
| 2005 | Un Beso                                   | -                | 6                | -                | 2                 | God's Project         |
| 2006 | "Los Infieles"                            | -                | 4                | -                | 1                 | K.O.B. Live           |
| 2007 | "Mi Corazoncito"                          | -                | 2                | 15               | 1                 | K.O.B. Live           |
| 2008 | "El Perdedor"                             | -                | 5                | 7                | 1                 | K.O.B. Live           |
| 2009 | "Por un segundo"                          | -                | 1                | 7                | 1                 | The Last              |
| 2009 | "All Up 2 You" (Com Akon, Wisin & Yandel) | 108              | 4                | 14               | 2                 | The Last              |
| 2009 | "Su Veneno"                               | -                | 4                | 6                | 1                 | The Last              |
| 2009 | "Dile al Amor"                            | -                | 1                | 2                | 1                 | The Last              |
| 2010 | "El Malo"                                 | 116              | 5                | 5                | 1                 | The Last              |
| 2010 | "El Desprecio"                            | -                | -                | -                | 40                | The Last              |
| 2010 | "Tu Jueguito"                             | -                | -                | 27               | -                 | The Last              |
| 2010 | "La Curita"                               | -                | 46               | 33               | 6                 | The Last              |
| 2019 | "Inmortal"                                | -                | -                | -                | -                 | Utopia (Romeo Santos) |

### Singles em colaboração
| Ano  | Single                                        | Posição na lista | Posição na lista  | Posição na lista       | Álbum            |
| Ano  | Single                                        | Hot Latin Tracks | Latin Pop Airplay | Latin Tropical Airplay | Álbum            |
| ---- | --------------------------------------------- | ---------------- | ----------------- | ---------------------- | ---------------- |
| 2006 | "No, no, no" (Thalía com Aventura)            | 4                | 4                 | 5                      | El sexto sentido |
| 2006 | "Noche de Sexo" (Wisin & Yandel com Aventura) | 4                | -                 | 10                     | Pa'l Mundo       |

### Colaborações
1. ) We Got The Crown com Tego Calderón
2. ) Pam Pam Remix com Wisin y Yandel
3. ) Los Infieles remix com Frankie J
4. ) You're Lying com Nina Sky
5. ) Me Voy Remix com Héctor Acosta
6. ) El Perdedor Remix com Ken-Y
7. ) Spanish Fly com Ludacris e Wyclef Jean
8. ) Noche de Sexo com Wisin y Yandel
9. ) Ella y Yo com Don Omar
10. ) No, no, no com Thalía
11. ) All Up 2 You com Wisin y Yandel y Akon
12. ) Ciego de Amor com Antony Santos
13. ) Chiquitita com Leonardo Paniagua
14. ) Me Tiene Miedo com Erre XI
15. ) El Malo Remix com Sensato del Patio

### Videografia
- "The Love & Hate Concert: Live at the United Palace" (2003)
- "Kings of Bachata: Sold Out at Madison Square Garden" (2007)